# András Kuttik
András Kuttik nach einigen Quellen auch András Kutik (* 23. Mai 1896 in Budapest; † 2. Januar 1970 in Agno TI) war ein ungarischer Fußballspieler und -trainer. Er verbrachte nahezu seine gesamte Spieler- und Trainerkarriere in Italien. Als Trainer wurde er Mitbegründer jener Mannschaft vom FC Turin, die als Grande Torino in die Fußballgeschichte einging. Er war an der ersten italienischen Meisterschaft und am ersten italienischen Double-Sieg der Vereinsgeschichte beteiligt. Während seiner Türkei-Phase holte er mit Beşiktaş Istanbul in der Saison 1959/60 die erste türkische Meisterschaft der Vereinsgeschichte.

## Spielerkarriere
Kuttiks begann seine aktive Fußballkarriere 1918 bei 33 FC Budapest. Ab 1923 setzte er seine Karriere in Italien fort und spielte der Reihe nach für die Vereine FC Modena, Aurora Pro Patria und AC Legnano. Im Sommer 1926 wechselte er wieder zu Aurora Pro Patria zurück und fungierte hier als Spielertrainer, wodurch er auch den Wechsel ins Trainerfach vollzog. Nach einem Jahr arbeitete er in gleicher Tätigkeit für AC Legnano, ehe er 1928 seine Spielerkarriere vollends beendete.

## Trainerkarriere
Nachdem Kuttik bereits bei seinen letzten beiden Vereinen Aurora Pro Patria und AC Legnano als Spielertrainer agierte, arbeitete er ab 1928 vollständig als Cheftrainer, indem er Hellas Verona betreute. Anschließend war er fast drei Jahrzehnte in Italien als Trainer tätig und in dieser Funktion u. a. für die Vereine Cagliari Calcio, Reggina Calcio, AS Bari, Vicenza Calcio, FC Turin, Cosenza Calcio 1914 und Foggia Calcio aktiv.
Während dieser Zeit betreute er die AS Bari vier Mal und insgesamt fünf Spielzeiten lang. In der italienischen Zweitligasaison 1941/42 erreichte er mit diesem Verein die Meisterschaft und damit den direkten Wiederaufstieg in die Serie A. 
Nach dem Aufstieg mit der AS Bari übernahm Kuttik in der nächsten Saison den Erstligisten FC Turin. Diesen Verein führte er überraschend zum Saisonende zur ersten italienischen Meisterschaft der Vereinsgeschichte. Zudem wurde die Coppa Italia der Saison 1942/43 gewonnen, wodurch der Verein auch zum ersten Mal sich den italienischen Double-Sieg sicherte. Obwohl Kuttik gegen Saisonende durch Antonio Janni abgelöst wurde, sprechen viele italienische Quellen ihm diesen Erfolg mit zu. Er gilt als Mitbegründer jener Mannschaft vom FC Turin, die als Grande Torino genannt die nächsten Jahre im italienischen Fußball dominieren sollte. 
Kuttik arbeitete bis 1950 in Italien als Trainer und betreute dann in der Saison 1951/52 den mexikanischen Klub Deportivo Guadalajara. Nach einer Saison kehrte er aber nach Italien zurück und trainierte zum zweiten Mal Cosenza Calcio.
Im Sommer 1959 nahm er das Angebot vom türkischen Erstligisten Beşiktaş Istanbul und setzte damit seine Karriere in der Türkei fort. Mit diesem Verein nahm er an der erst im Frühjahr 1959 neugegründeten ersten türkischen Fußballliga, der Millî Lig und betreute den Verein in der zweiten Spielzeit dieser Liga. Obwohl seine defensive Spielausrichtung immer wieder kritisiert wurde, führte Kuttik seine Mannschaft in der damals gültigen Zwei-Punkte-Regel souverän mit einem Fünf-Punkte-Vorsprung auf den Zweitplatzierten Fenerbahçe Istanbul zur ersten türkischen Meisterschaft der Vereinsgeschichte. Er ließ die Mannschaft das italienische Catenaccio spielen, was in der Türkei als Ein Tor, Zwei Punkte-Gedanken kritisiert wurde. Seine Mannschaft gewann aber in ihrer ersten Meisterschaftssaison von 38 Ligaspielen, elf Spiele mit 1:0, spielte insgesamt 25 Partien ohne Gegentor und blieb nur in vier Partien selbst torlos. Seine Mannschaft sah in allen 38 Ligaspielen nur 15 Gegentore. Er erzielte diesen Erfolg mit einer Mannschaft deren Altersdurchschnitt 23 Jahre betrug.
Trotz dieser sehr erfolgreichen Saison war die weitere Zusammenarbeit zwischen Kuttik und Beşiktaş unklar. Daher begann Beşiktaş bereits mit dem Italiener Sandro Puppo für die Kuttik-Nachfolge zu verhandeln. Schließlich löste der Verein am 19. Juli 1960 Kuttiks noch laufenden Vertrag auf und ersetzte diesen durch Puppo. Kuttik übernahm für die kommende Saison den Ligarivalen Göztepe Izmir und setzte seine Karriere damit weiter in der Türkei fort. Mit Göztepe erlebte er eine durchwachsene Saison und beendete sie mit seiner Mannschaft auf dem 13. Platz hinter den Erwartungen.
Nach der Göztepe-Saison kehrte Kuttik zu Beşiktaş zurück und übernahm den Cheftrainerposten ein zweites Mal. Nachdem Beşiktaş die Hinrunde hinter den Erwartungen abgeschlossen hatte, wurde in der Fachpresse bereits über Kuttiks Entlassung diskutiert. So ersetzte die Vereinsführung drei Monate vor Saisonende Kuttuk durch den jugoslawischen Trainer Ljubiša Spajić.
Kuttik blieb bis zum Saisonende ohne Beschäftigung und übernahm für die kommen Saison den türkischen Erstligisten Vefa Istanbul. Diesen Verein verließ bereits im November 1962.
Nach seiner etwa dreijährigen Tätigkeit in der Türkei kehrte Kuttik nach Italien zurück und arbeitete u. a. wieder für die AS Bari.

## Erfolge

### Als Trainer
Mit der AS Bari
- Meister der Serie B und Aufstieg in die Serie A: 1941/42

Mit dem FC Turin
- Italienischer Meister: 1942/43
- Coppa-Italia-Sieger: 1942/43

Mit Beşiktaş Istanbul
- Türkischer Meister: 1959/60